# Dan Rossi

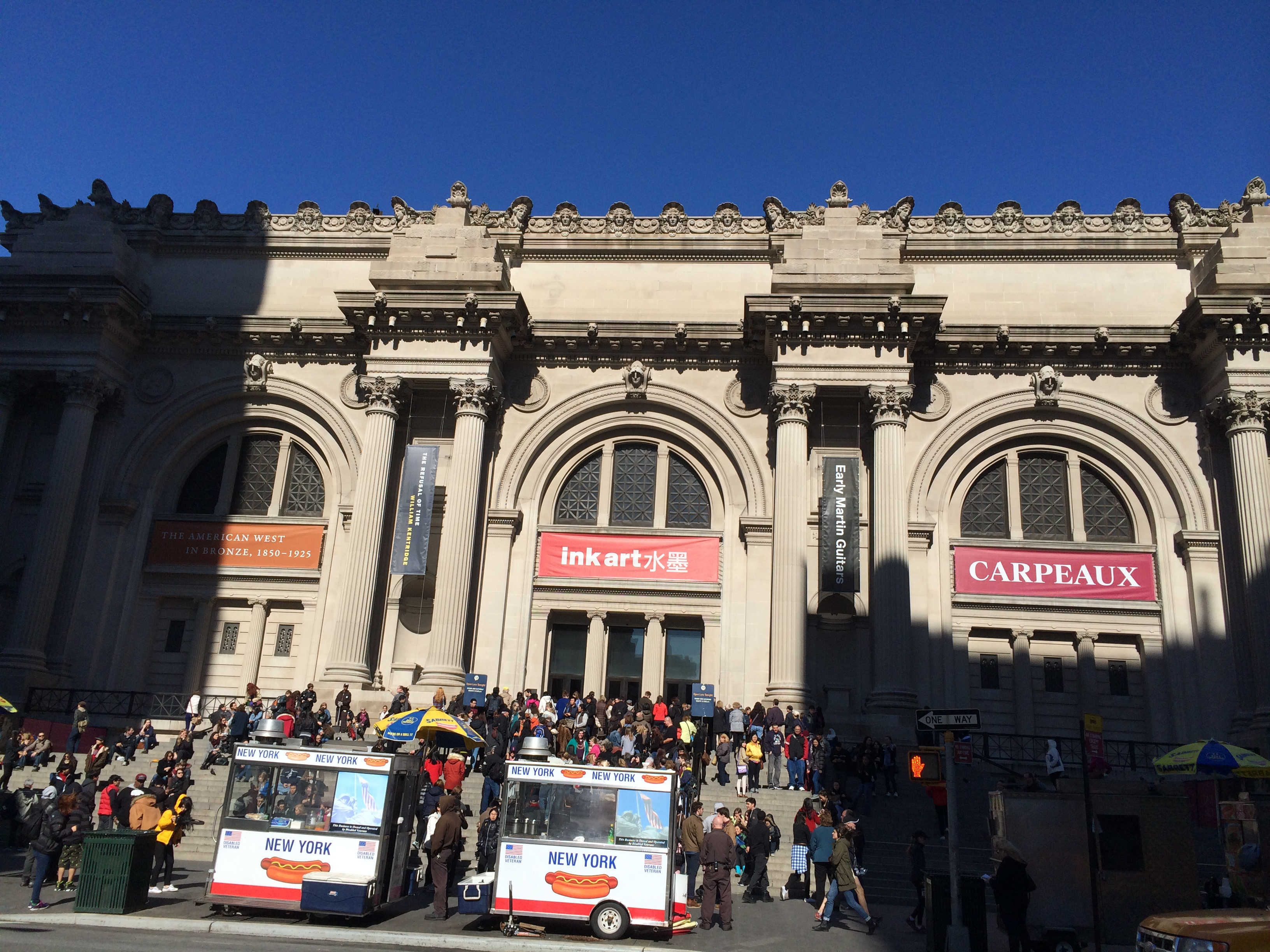
Los carritos de hot dogs de Rossi afuera de la sede principal del Museo Metropolitano de Arte.

Dan Rossi es un vendedor de hot dogs estadounidense en la ciudad de Nueva York. De 1985 a 1995, arrendó puestos de comida a vendedores ambulantes y en un momento dado llegó a poseer el 16% de todos los permisos para carros de comida en la ciudad. Sin embargo, en 1995, una nueva ley aprobada por la ciudad puso fin a este negocio. Desde 2007, vende hot dogs en el exterior de la sede principal del Museo Metropolitano de Arte.

## Primeros años de vida
Rossi creció en El Bronx. Sirvió en el Cuerpo de Marines de los Estados Unidos como ametrallador durante la guerra de Vietnam antes de ser dado de baja honorablemente debido a una lesión.

## Carrera
En 1980, fundó Precision Carts Inc, una empresa de construcción de carros de mano en la ciudad de Nueva York. En 1985 comenzó a arrendar carritos directamente a los vendedores y, en 1994, poseía 499 permisos para carritos, el 16% de todos los permisos en la ciudad. En un perfil de ese año, The New York Times lo describió como un «cartel de un solo hombre de carritos de perritos calientes». También en 1994, la ciudad comenzó a aplicar una ley que prohibía a los vendedores ambulantes en las calles transversales del centro de la ciudad. En ese momento, era presidente de la «Big Apple Vendors Association» y actuó como portavoz de los vendedores afectados, muchos de los cuales protestaron en la calle.
En 1995, un grupo de trabajo creado por el alcalde Rudy Giuliani recomendó que fuera ilegal que una persona tuviera más de dos permisos. La oficina del alcalde describió la política como diseñada para «abrir oportunidades para los empresarios de pequeñas empresas». La política entró en vigor ese año, poniendo fin esencialmente al negocio de Rossi. El mismo demandó a la ciudad, argumentando que la ciudad estaba apuntando a la industria de proveedores móviles cuando otras industrias tenían modelos similares al suyo. Sin embargo, la Corte Suprema de Nueva York confirmó la ley y entró en vigor ese mismo año. Los permisos de Rossi se redistribuyeron mediante una lotería.
Instaló por primera vez su stand fuera del sede principal del Museo Metropolitano de Arte en 2007. En ese momento, una empresa privada pagó a la ciudad de Nueva York más de 500 000 dólares por los derechos de venta, pero argumentó que una ley de la época de la guerra de Secesión exigía que el estado otorgara permisos de venta gratuitos a los veteranos. Fue arrestado varias veces por negarse a pagar un permiso, pero recibió el apoyo del concejal Tony Avella, y la ciudad finalmente otorgó más permisos. Su éxito hizo que otros veteranos siguieran su ejemplo, y la entrada del museo acabó llenándose de carros. Para mantener su lugar fuera del museo, comenzó a dormir dentro de su carrito durante la noche. Durante la pandemia de COVID-19 en la ciudad de Nueva York, visitaba sus carritos afuera del museo diariamente para asegurarse de que la ciudad no los retirara.
En 2022, apareció en un episodio de la serie de Netflix Street Food: USA. Ese año, autopublicó sus memorias The New York Hot Dog King: From Rags to Riches to Less Than Rags. En enero de 2023, los funcionarios de la ciudad le retiraron el permiso sanitario a su carrito mientras dormía. Al mes siguiente, un segundo carro propiedad de Rossi recibió la orden de trasladarse de ubicación. Afirmó que la ciudad lo estaba persiguiendo y su familia lanzó una petición en Change.org exigiendo que la ciudad aplique el código de salud de manera más justa. La petición recibió más de 50 000 firmas.

## Vida personal
Está casado y tiene cuatro hijas. Su hija Elizabeth también es una veterana discapacitada y opera el puesto de perritos calientes que está junto al suyo, afuera del Museo Metropolitano.